# Juego de miniaturas

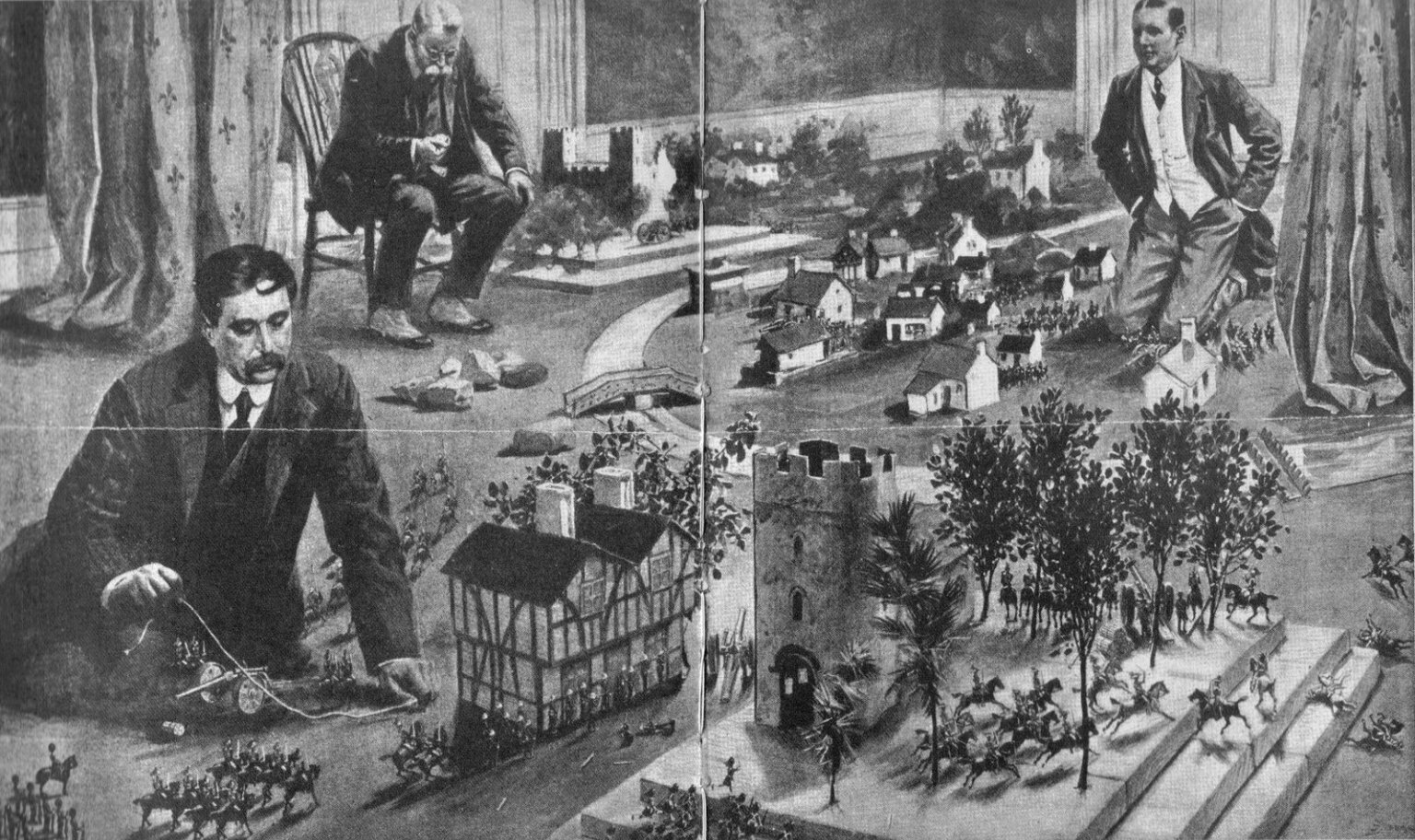
H. G. Wells con su juego Little Wars, uno de los primeros juegos de miniaturas.

Un juego de miniaturas es un tipo de juego de guerra en el que los elementos móviles del juego (en general miniaturas de plástico o de metal) no se desplazan sobre un tablero dotado de casillas sino sobre una maqueta o un diorama. Mientras que en los juegos de tablero los rangos de las armas y los movimientos de las fichas o miniaturas se contabilizan en casillas, en los juegos de miniaturas las miniaturas se ven desplazadas sobre una superficie no dividida en casillas, por lo que tales rangos y movimientos se contabilizan en centímetros o en otras unidades de medida de las distancias. Otros elementos característicos de esta clase de juegos suelen ser tarjetas que muestran los objetivos por conseguir, pistas o pruebas que superar. Las miniaturas de un juego de miniaturas se comercializan individualmente aunque también pueden comprarse por medio de paquetes sellados con contenido al azar o, al contrario, con un contenido temático determinado.

## Tipos de juegos de miniaturas

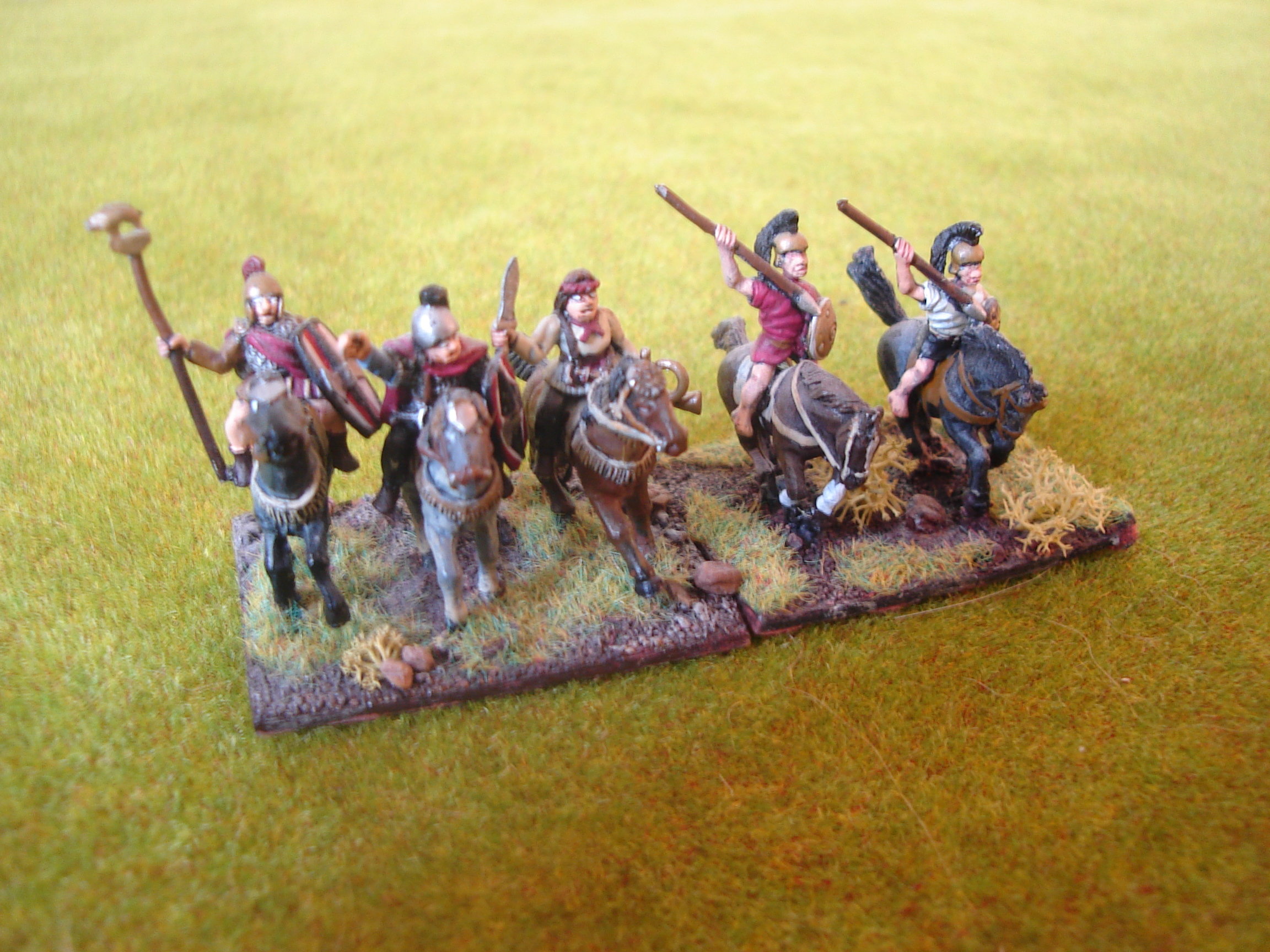
De Bellis Antiquitatis. A la izquierda C-in-C (unidad de general en caballería) y a la derecha 2LH (unidad de caballería ligera) en 15 mm sobre bases de 40 x 30 mm.

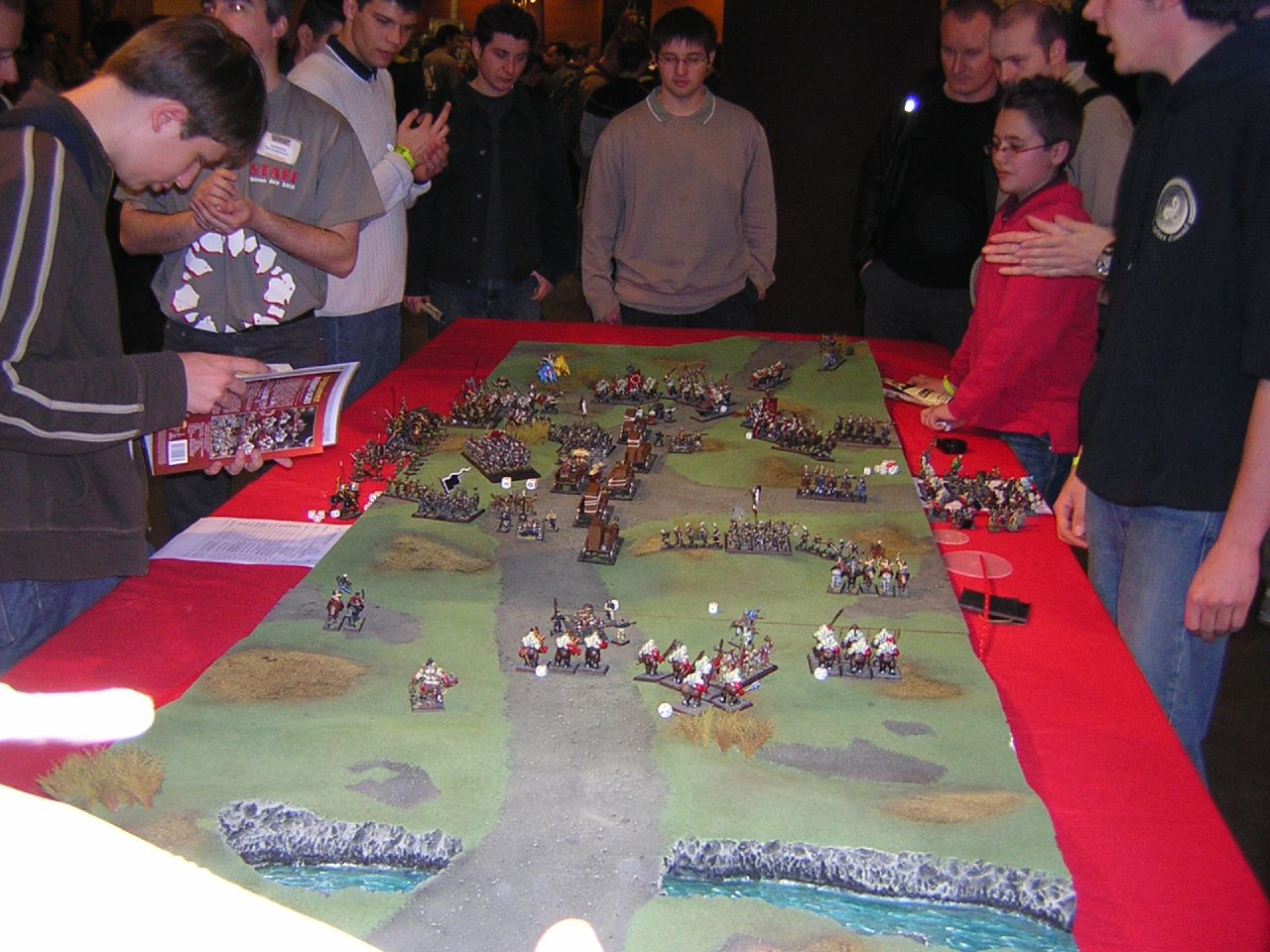
Partida de Warhammer Fantasy Battle

Existen distintas maneras de clasificar los juegos de miniaturas, como ejemplo nombraremos tres de los criterios que podríamos usar para tal fin:
Por Ambientación:

- Juegos de fantasía heroica, como Warhammer Fantasy Battle[2] (1983) y The Lord of the Rings Strategy Battle Game[3] (2005)
- Juegos de ciencia ficción o de ópera espacial, como Warhammer 40.000[4] (1987) o Star Wars Miniatures Battles[5] (1991)
- Juegos históricos, que representan guerras reales acaecidas en el pasado, como De Bellis Antiquitatis[6] (1990)
- Juegos inspirados en anime japonés, como Gundam Collection Tactical Combat[7] (2005)

Por escala de figuras y modelos:
- Escala fraccional: hace referencia al tamaño del modelo a escala respecto al objeto real, se representa como una fracción donde el denominador significa el número por el cual debemos multiplicar las medidas para obtener el tamaño real del objeto, por ejemplo 1/72, lo que quiere decir que si el modelo mide 1cm el real debe medir 72 cm.
- Escala métrica: hace referencia directa al tamaño en mm de una persona promedio, la escala 28mm es muy popular entre los juegos de miniaturas debido a que es la usada por Games Workshop.

Por escala del conflicto:
- Estratégico: cada jugador controla los recursos de una facción entera, ésta podría ser un imperio, una nación, coalición de naciones o incluso un planeta entero o un imperio galáctico, dependiendo de la ambientación. Usualmente se incluyen aspectos diplomáticos y económicos entre otros y tienden a estar disponibles distintos componentes de las Fuerzas Armadas y se tiene completa disponibilidad de las mismas.
- Operacional: Se controlan los recursos de una campaña inmersa dentro de un conflicto mayor, puede requerir manejo de suministros y recursos. Cada pieza representa batallones y hasta divisiones enteras. No se representan batallas individuales
- Táctico Escalado o Comando Táctico: Se representa una sola batalla ocurrida en un solo día, Cada pieza representa un pelotón y hasta una división.
- Táctico: Cada modelo representa una unidad individual, se enfrentamientos individuales y suelen tener reglas detalladas para movimiento y líneas de visión que en normalmente toman en cuenta el terreno en tres dimensiones y la posición de otras miniaturas.

## Confusión del término
Un juego que hace uso de miniaturas no es necesariamente un juego de miniaturas. En general el término «juego de miniaturas» no se aplica a juegos que hacen uso de un tablero cuya superficie esté dividida en casillas, aunque se usen miniaturas en sus partidas. Juegos como BattleTech, Heavy Gear y Axis & Allies por ejemplo, no son juegos de miniaturas. Sin embargo hay juegos comercialmente concebidos para incitar al coleccionismo de miniaturas y a los que se designa por tanto como «juegos de miniaturas coleccionables». Esta clase de juegos sí que puede hacer uso de un tablero, como es el caso, por ejemplo, de MLB SportsClix (basado en el baseball), HeroClix (basado en superhéroes de historieta), Halo ActionClix (basado en la serie de videojuegos Halo) y Star Wars Miniatures (basado en el universo de Star Wars).